# Henry Phillpotts
Henry Phillpotts (6 mai 1778-18 septembre 1869), souvent appelé "Henry of Exeter", est l'évêque anglican d'Exeter de 1830 à 1869. Il est une figure marquante de l'Église du XIXe siècle.

## Biographie

### Jeunesse
Henry Phillpotts est né le 6 mai 1778 à Bridgwater, Somerset, Angleterre, fils de John Phillpotts, propriétaire d'usine, aubergiste, commissaire-priseur et agent foncier du doyen et du chapitre de la Cathédrale de Gloucester. Il grandit dans le Gloucestershire et fait ses études à l'école de la cathédrale de Gloucester. John Phillpotts, député de la ville de Gloucester entre 1830 et 1847, est son frère aîné. Deux autres frères, Thomas et George, et deux sœurs, Isabella et Sibella, atteignent l'âge adulte ; un certain nombre d'autres frères et sœurs sont morts dans la petite enfance .
Étudiant de Corpus Christi, Oxford, à l'âge de treize ans seulement, il obtient son BA à Corpus Christi et sa maîtrise au Magdalen College en 1795, à l'âge de dix-huit ans. Il entre dans les ordres sacrés en 1802, étant ordonné diacre par John Randolph, évêque de Londres, et prêtre par Henry Majendie, évêque de Chester, en 1804.
Il est choisi prédicateur universitaire en 1804, année où il publie son Sermon du 5 novembre, prononcé devant l'université d'Oxford.
En septembre 1804, il est présenté à la Couronne à la cure de Kilmersdon, près de Bath, qu'il occupe jusqu'en 1806. Il ne semble pas y avoir résidé, la charge étant assumée par un vicaire nommé Daniel Drapé, selon les registres paroissiaux.

### Diocèse de Durham
Philpotts se marie en octobre 1804 et en 1805 devient vicaire. Il est nommé aumônier de l'évêque Middleham, comté de Durham, l'année suivante. Pendant vingt ans, il est aumônier de l'évêque Shute Barrington, dans le diocèse de Durham.
En 1808, il reçoit sa promotion suivante, étant collationné par l'évêque dans la grande et importante paroisse de Gateshead - en l'espace d'un an, son avancement rapide se poursuit avec sa nomination à la neuvième stalle prébendale de la Cathédrale de Durham.
Il réside une partie considérable de l'année à Durham, et la chapelle Sainte-Marguerite de la ville devenant vacante, il y est présenté par le doyen et le chapitre le 28 septembre 1810. Le 30 décembre 1815, Philpotts reçoit une nouvelle promotion, étant nommé par l'évêque au deuxième canonicat de la cathédrale, dont les émoluments sont considérablement plus élevés que ceux du neuvième. Il l'occupe pendant cinq ans, période à la fin de laquelle ses capacités littéraires l'amènent à prendre de l'importance.
Après avoir tenu la vie paroisse de Stanhope, Durham, à partir de 1820, et le doyenné de Chester à partir de 1828, il est consacré évêque d'Exeter en 1831, occupant avec le siège un canonicat résidentiel à Durham  qu'il obtient la permission de conserver avec son évêché, un des derniers cas de bénéfice en commende dont les évêques médiévaux et postérieurs ont souvent bénéficié.
Philpotts reconnait le besoin de s'occuper de sa famille, aussi nombreuse soit-elle - il a 18 enfants. Lorsqu'on lui a offert l'évêché d'Exeter, il s'est rendu compte que l'allocation (3 000 £) n'est pas suffisante pour subvenir aux besoins de sa famille, alors il demande à conserver sa paroisse de Stanhope, à Durham (en tant que non-résident), ce qui vaudrait 4 000 £ supplémentaires par an. En guise de compromis, on lui offre à la place le canonicat de Durham qui vaut un montant similaire, et c'est un poste qu'il occupe jusqu'à sa mort.
Il est l'un des derniers d'une aristocratie cléricale qui, quelle que soit son origine, s'attend à avoir un train de vie comparable à la noblesse.

### Diocèse d'Exeter
En tant qu'évêque, il est un disciplinaire strict et fait beaucoup pour rétablir l'ordre dans un diocèse dont le clergé est devenu extraordinairement démoralisé et sur lequel il exerce un pouvoir considérable.
Le diocèse s'étend alors des frontières du Somerset et du Dorset jusqu'aux îles Scilly en Cornouailles. Son épiscopat se caractérise par l'établissement de nombreuses nouvelles paroisses en Cornouailles et par des efforts d'évangélisation considérables .
En 1841, il se construit un palais à Torquay, Devon. Bishopstowe (aujourd'hui le Palace Hotel) sert de résidence épiscopale, qu'il préfère comme résidence à la résidence épiscopale attachée à la cathédrale d'Exeter. Les jardins dans les 25 acres (101 171,4105 m2) de terres privées s'étendant jusqu'à la mer sont encore aujourd'hui une attraction majeure avec la promenade de l'évêque sur le site de beauté local d'Ansteys Cove.
Phillpotts est conscient que sa nomination à Exeter n'est pas populaire localement et connaissant son impopularité, il a parfois pris des mesures pour s'en protéger. Il admet dans une lettre à Ralph Barnes, son secrétaire, le 14 décembre 1830, avoir été "prudent ... en admettant des journaux défavorables à ma table, mais la prudence ne m'a pas empêché d'entendre parler de l'extrême impopularité de ma nomination à Exeter. "

## Politique
Phillpotts est un partisan énergique du parti conservateur, même lorsqu'il agit contrairement à ses vues en adoptant le Roman Catholic Relief Act 1829. À la Chambre des lords, Phillpotts s'oppose au projet de loi réformiste de 1832 et à la plupart des autres réformes whigs. Il est un réformateur de la haute église dans son propre diocèse, visant à accroître le prestige, l'efficacité et l'orthodoxie de l'organisation de l'église. Il est bien connu pour avoir utilisé les litiges pour atteindre ses objectifs et est un administrateur sérieux, par exemple, luttant pour augmenter le salaire minimum des curés de son diocèse à 50 £, cherchant à augmenter les droits des pauvres en vertu des lois sur les pauvres et à soulager le sort des enfants employés dans les mines de charbon et comme ramoneurs.
L'une des plus grandes batailles politiques de Phillpotts concerne la restauration de la Convocation, qui s'est transformée en Synode général (comme on l'appelle maintenant). Il est convaincu que l'Église devait établir ses décisions dans un corps législatif.

## Ouvrages
Phillpotts est réputé pour ses pamphlets politiques et le fait qu'il exprime ses opinions sur toutes les questions d'actualité, même s'il n'est pas le plus grand des diplomates.
Ses œuvres publiées comprennent de nombreux discours et pamphlets, notamment ceux liés à sa célèbre controverse catholique romaine avec Charles Butler (1750–1832) et à l'affaire Gorham, dans laquelle il est un acteur principal. Il est un auteur prolifique d'articles sur des questions de politique, d'ordre social et de religion, proposant des opinions conservatrices et souvent controversées. Considéré comme un adversaire de l'émancipation catholique, il publie sur ce thème Letters to Charles Butler (1825), Letters to Canning (1827) et A Letter to an English Layman on the Coronation Oath (1828). Cependant, il approuve finalement le plan de Peel pour accorder des secours aux catholiques en 1829.

## Héritage
La position de Phillpotts est celle du haut ecclésiastique traditionnel, avec peu de sympathie ni avec les évangéliques ni avec le Mouvement d'Oxford bien qu'il soit considéré comme représentant l'aile conservatrice de la haute église du mouvement d'Oxford et mette l'accent sur les formes liturgiques de culte, le gouvernement épiscopal, la vie monastique et la doctrine paléochrétienne comme norme de l'orthodoxie.
D'une part, le célèbre jugement Gorham est le résultat de son refus de donner la cure de Brampford Speke à George Cornelius Gorham (1787–1857), qui a exprimé son incrédulité envers la régénération baptismale ; d'autre part, il dénonce le non moins célèbre Tract 90 dans sa charge épiscopale de 1843.
Phillpotts est généreux dans ses dons à l'église, fondant le collège théologique d'Exeter et dépensant de grosses sommes pour la restauration de la cathédrale.
La bibliothèque Bishop Phillpotts à Truro, Cornouailles, fondée par l'évêque en 1856 au profit du clergé de Cornouailles, continue d'être un important centre d'études théologiques et religieuses, avec ses plus de 10 000 volumes, principalement théologiques, accessibles aux membres du clergé et étudiants de toutes confessions. Elle ouvre en 1871 et a presque doublé de taille en 1872 grâce au legs de la collection de Prebendary Ford .

## Mariage
En octobre 1804, peu de temps après son ordination sacerdotale, Henry Phillpotts épouse Deborah Maria Surtees (1782–1863). Elle est une nièce de John Scott (1er comte d'Eldon) : ainsi, le mariage marque une élévation du statut social pour le jeune ecclésiastique dont les antécédents familiaux ne sont pas distingués .
Henry Phillpotts et sa femme Deborah ont un total de dix-huit enfants. Parmi ceux-ci, le fils aîné William Phillpotts (1807–1888), est archidiacre de Cornouailles et vicaire de St Gluvias. Il a aussi James Surtees Phillpotts (en), directeur de l'école de Bedford, et est le grand-père du général de brigade Louis Murray Phillpotts et du lieutenant-colonel Brian Surtees Phillpotts, tous deux héros de la Première Guerre mondiale .
Plusieurs des enfants d'Henry Phillpotts se marient dans les familles de son clergé diocésain, par exemple Maria Phillpotts qui épouse en 1833 le révérend Richard Stephens, recteur de Dunsford, Sybella Phillpotts qui épouse en 1836 le révérend Francis Houssemayne du Boulay, recteur de Lawhitton  et Charles Edward Phillpotts, un officier de l'armée qui, en 1860, épouse Jane Hole, fille du recteur de Chulmleigh.
L'écrivain du West Country Eden Phillpotts est un petit-fils du frère cadet d'Henry Phillpotts, Thomas Phillpotts (1785–1862), un marchand et propriétaire de plantations des Antilles, puis copropriétaire (avec Samuel Baker) de Bakers Quay à Gloucester Quays.
Le 9 septembre 1869, Phillpotts présente officiellement sa démission de son siège, mais avant l'achèvement du processus, il meurt le 18 septembre 1869. Il est enterré dans le cimetière de St Marychurch, Torquay, près de sa femme Deborah, décédée six ans avant lui.

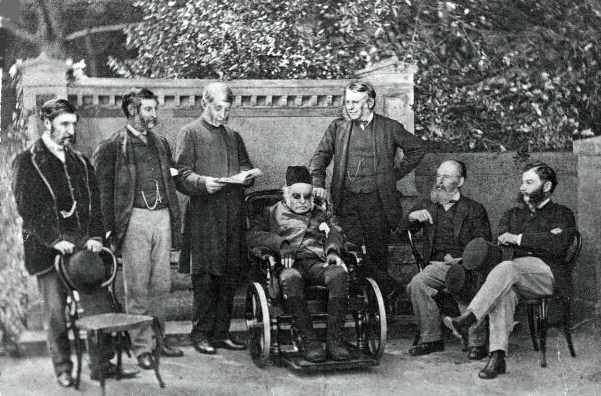
L'évêque Phillpotts avec six de ses fils à l'occasion de son 90e anniversaire, 1868

## Sources
- Burns, Arthur. « Phillpotts, Henry (1778–1869) », Dictionary of National Biography (Oxford University Press, 2004).
- Owen Chadwick. L'Église victorienne, première et deuxième parties: 1829–1856, 1860–1901 (Londres: SCM Press Ltd, 1997)
- Croker, Rt. Hon. Jean Wilson. Correspondance and Diaries (Londres: John Murray, 1884) Vol. III, p. 4-6
- Davies, GCB Henry Phillpotts, évêque d'Exeter (Londres : Society for the Promotion of Christian Knowledge, 1954)
- Lambert, RS The Cobbett of the West (Londres: Nicholson & Watson Limited, 1939)
- Newton, R. Victorian Exeter 1837–1914 (Leicester: Leicester University Press, 1968)